# The Black Star Tour
Tournées par Avril Lavigne
The Best Damn Tour
The Black Star Tour est lancé à l'appui du 4e album d'Avril Lavigne Goodbye Lullaby. Cette tournée a débuté fin avril 2011 en Chine.

## Liste des chansons
(Zénith de Paris - le 17 septembre 2011)
1. Black Star
2. What the Hell
3. Smile
4. Sk8er boy
5. He wasn't
6. I always get I what I want
7. Alice underground
8. When you're gone
9. Wish you were here
10. Nobody's Home
11. Unwanted
12. Girlfriend
13. Airplanes + My happy ending
14. Don't tell me
15. I'm With You
16. I love you
17. Hot
18. Push
19. Complicated

## Dates et lieux des concerts
| Date          | Ville     | Pays         | Salle                       |
| ------------- | --------- | ------------ | --------------------------- |
| 30 avril 2011 | Pékin     | Chine        | China Valley Music Festival |
| 2 mai 2011    | Shanghai  | Chine        | Shanghai Indoor Stadium     |
| 5 mai 2011    | Séoul     | Corée du Sud | Melon-Ax Hall               |
| 7 mai 2011    | Hong Kong | Chine        | AsiaWorld Arena             |
| 9 mai 2011    | Singapour | Singapour    | Singapore Indoor Stadium    |
| 11 mai 2011   | Jakarta   | Indonésie    | Kartika Expo Centre         |
| 13 mai 2011   | Taipei    | Taïwan       | Nangang Exhibition Hall     |

| Date        | Ville           | Pays       | Salle           |
| ----------- | --------------- | ---------- | --------------- |
| 27 mai 2011 | Paradise Island | Bahamas    | Atlantis        |
| 28 mai 2011 | Tampa           | États-Unis | Tropicana Field |

| Date            | Ville          | Pays      | Salle                     |
| --------------- | -------------- | --------- | ------------------------- |
| 18 juillet 2011 | Caracas        | Venezuela | Terraza del CCCT          |
| 20 juillet 2011 | Lima           | Pérou     | Explanda del Monumental   |
| 22 juillet 2011 | Santiago       | Chili     | Movistar Arena            |
| 24 juillet 2011 | Buenos Aires   | Argentine | Stade Malvinas-Argentinas |
| 27 juillet 2011 | São Paulo      | Brésil    | Credicard Hall            |
| 28 juillet 2011 | São Paulo      | Brésil    | Credicard Hall            |
| 31 juillet 2011 | Rio de Janeiro | Brésil    | Citibank Hall             |
| 2 août 2011     | Belo Horizonte | Brésil    | Chevrolet Hall            |
| 4 août 2011     | Brasília       | Brésil    | Ginásio Nilson Nelson     |

| Date              | Ville             | Pays        | Salle                |
| ----------------- | ----------------- | ----------- | -------------------- |
| 4 septembre 2011  | Moscou            | Russie      | Arena                |
| 5 septembre 2011  | Saint-Pétersbourg | Russie      | Stade Ioubileïny     |
| 8 septembre 2011  | Turin             | Italie      | Palaolimpico         |
| 10 septembre 2011 | Rome              | Italie      | Palalottomatic       |
| 11 septembre 2011 | Milan             | Italie      | Mideolanum Forum     |
| 13 septembre 2011 | Amsterdam         | Pays-Bas    | Heineken Music Hall  |
| 14 septembre 2011 | Bruxelles         | Belgique    | Forest National      |
| 16 septembre 2011 | La Courneuve      | France      | Fête de l'Humanité   |
| 17 septembre 2011 | Paris             | France      | Le Zénith            |
| 19 septembre 2011 | Cologne           | Allemagne   | Palladium            |
| 21 septembre 2011 | Londres           | Royaume-Uni | Hammersmith Apollo   |
| 22 septembre 2011 | Londres           | Royaume-Uni | Hammersmith Apollo   |
| 23 septembre 2011 | Manchester        | Royaume-Uni | O2 Apollo Manchester |

| Date             | Ville         | Pays       | Salle                         |
| ---------------- | ------------- | ---------- | ----------------------------- |
| 1er octobre 2011 | Victoria      | Canada     | Save-on-Foods Memorial Centre |
| 3 octobre 2011   | Vancouver     | Canada     | Rogers Arena                  |
| 5 octobre 2011   | Prince George | Canada     | CN Centre                     |
| 6 octobre 2011   | Kamloops      | Canada     | Interior Savings Centre       |
| 8 octobre 2011   | Kelowna       | Canada     | Prospera Place                |
| 10 octobre 2011  | Edmonton      | Canada     | Rexall Place                  |
| 11 octobre 2011  | Calgary       | Canada     | Scotiabank Saddledome         |
| 13 octobre 2011  | Regina        | Canada     | Brandt Centre                 |
| 14 octobre 2011  | Winnipeg      | Canada     | MTS Centre                    |
| 16 octobre 2011  | Grand Sudbury | Canada     | Sudbury Community Arena       |
| 17 octobre 2011  | Ottawa        | Canada     | Scotiabank Place              |
| 19 octobre 2011  | Moncton       | Canada     | Moncton Coliseum              |
| 20 octobre 2011  | Halifax       | Canada     | Halifax Metro Centre          |
| 22 octobre 2011  | London        | Canada     | John Labatt Centre            |
| 24 octobre 2011  | Toronto       | Canada     | Air Canada Centre             |
| 25 octobre 2011  | Montréal      | Canada     | Centre Bell                   |
| 7 décembre 2011  | Philadelphie  | États-Unis | Wells Fargo Center            |
| 10 décembre 2011 | Sunrise       | États-Unis | BankAtlantic Center           |
| 13 décembre 2011 | Orlando       | États-Unis | House of Blues                |

| Date            | Ville        | Pays        | Salle                  |
| --------------- | ------------ | ----------- | ---------------------- |
| 4 février 2012  | Saitama      | Japon       | Saitama Super Arena    |
| 5 février 2012  | Saitama      | Japon       | Saitama Super Arena    |
| 6 février 2012  | Nagoya       | Japon       | Nippon Gaishi Hall     |
| 8 février 2012  | Fukuoka      | Japon       | Marine Messe Fukuoka   |
| 9 février 2012  | Osaka        | Japon       | Osaka-jō Hall          |
| 11 février 2012 | Guangzhou    | Chine       | Guangzhou Arena        |
| 14 février 2012 | Pékin        | Chine       | MasterCard Centre      |
| 16 février 2012 | Quezon City  | Philippines | Smart Araneta Coliseum |
| 18 février 2012 | Kuala Lumpur | Malaisie    | Stadium Merdeka        |